# Микельсон, Николас
Лук Со Николас Кенкхеткид Микельсон (тайск. ลูกโซ่ นิโคลัส เก่งเขตกิจ มิคเคลสัน; род. 24 июля 1999, Хамар, Хедмарк или Шиен) — норвежский и тайский футболист, защитник клуба «Эльферсберг» и сборной Таиланда.

## Клубная карьера
Микельсон — воспитанник клубов «Оттестад» и «Хам-Кам». 2 апреля 2018 года в матче против «Улл/Киса» он дебютировал за клуб в ОБОС-лига. 23 сентября в матче против «Левангер» он отдал две голевые передачи. 
В январе 2019 года на правах свободного агента Микельсон перешёл в «Стрёмсгодсет». 7 апреля в матче против «Бранн» он дебютировал в Элитсерии. 5 мая в поединке против «Одд» Николас получил разрыв ахиллова сухожилия и до конца года не появлялся на поле.
30 августа 2021 года было объявлено что Микельсон станет датского клуба «Оденсе» после истечения его контракта в июле 2022 года, однако на следующей день клуб объявил о том что трансфер состоится этим летом. 13 сентября в матче против «Сённерйюск» он дебютировал в чемпионате Дании. 20 августа 2023 года в матче против «Орхус» Микельсон забил дебютный гол за новый клуб.

## Международная карьера
Выступал за юношеские сборные Норвегии. В 2018 году в составе юношеской сборной Норвегии Микельсон принял участие в юношеском чемпионате Европы. На турнире он сыграл в матчах против Португалии и Англии.  
26 мая 2022 года Николас получил вызов в сборную Таиланда (до 23) на молодёжный Кубок Азии. На турнире он сыграл в матчах против Вьетнама, Малайзии и Южной Кореи. 25 марта 2023 года в товарищеском матче против Сирии он дебютировал в национальной сборной Таиланда. 10 сентября в матче против Ирака он забил первый гол в составе взрослой сборной. 